# 知市坪乡
知市坪乡，现已和大坪塘镇合并，并称为大坪塘镇，镇政府驻地原知市坪乡政府，派出所驻地原大坪塘镇派出所，境内有G234国道，是中华人民共和国湖南省永州市新田县下辖的一个乡镇级行政单位。境内学校有:新田县知市坪中学，知市坪乡中心小学。

## 行政区划
知市坪乡下辖以下地区：
知市坪村、山口村、石溪村、定家村、黄家舍村、齐家村、山下村、大富山村、龙井塘村、白杜尧村、冷水塘村、王家寨村、板溪村、龙溪村、大山仁村、小明路村和尧头村。